# Südafrikanische Cricket-Nationalmannschaft in England in der Saison 1907
Die Tour der südafrikanischen Cricket-Nationalmannschaft nach England in der Saison 1907 fand vom 1. Juli bis zum 21. August 1907. Die internationale Cricket-Tour war Bestandteil der Internationalen Cricket-Saison 1907 und umfasste drei Tests. England gewann die Serie 1–0.

## Vorgeschichte
Für beide Mannschaften war es die erste Tour der Saison.
Das letzte Aufeinandertreffen der beiden Mannschaften bei einer Tour fand in der Saison 1905/06 in Südafrika statt, wobei es das erste Mal war, dass Südafrika eine Tour in England absolvierte.

## Stadien
Die folgenden Stadien wurden für die Tour als Austragungsort vorgesehen.
| Stadion               | Stadt  | Kapazität | Spiele  |
| --------------------- | ------ | --------- | ------- |
| Headingley Stadium    | Leeds  | 17.000    | 2. Test |
| The Oval              | London | 23.500    | 3. Test |
| Lord’s Cricket Ground | London | 30.000    | 1. Test |

## Kaderlisten
Die Mannschaften benannten die folgenden Kader.
| Test | Test |
| England | Südafrika |
| --- | --- |
| - Tip Foster (K) - Ted Arnold - Colin Blythe - Len Braund - Jack Crawford - C. B. Fry - Tom Hayward - George Hirst - Gilbert Jessop - Neville Knox - Dick Lilley (wk) - Johnny Tyldesley | - Percy Sherwell (K, wk) - Aubrey Faulkner - Maitland Hathorn - Johannes Kotze - Dave Nourse - Reggie Schwarz - William Shalders - Jimmy Sinclair - Stanley Snooke - Tip Snooke - Louis Tancred - Bert Vogler - Gordon White |

## Tour Matches
Südafrika bestritt auf dieser Tour 14 Tour Matches.

## Tests

### Erster Test in London
| 1. – 3. Juli Scorecard | London (Lord’s) | England 428 (127.2) | – | Südafrika 140 (65) & 185 (58) (f/o) |
|                        |                 | Remis               |   |                                     |

England gewann den Münzwurf und entschied sich als Schlagmannschaft zu beginnen. Für sie bildeten die Eröffnungs-Batter C. B. Fry und Tom Hayward eine Partnerschaft. Fry gelangen 33 Runs und auch Hayward schied kurz darauf nach 21 Runs aus. Daraufhin formten Johnny Tyldesley und Len Braund eine Partnerschaft. Tyldesley gelang ein Fifty über 52 Runs und nachdem der hineinkommende Gilbert Jessop ebenfalls ein Fifty über 93 Runs erzielte, konnte Jack Crawford an der Seite von Braund 22 Runs erzielen. Diesem folgte Dick Lilley, woraufhin Braund nach einem Century über104 Runs sein Wicket verlor. Lilley schied dann als letzter Batter des innings nach 48 Runs aus, womit das Innings und der Tag endete. Bester südafrikanischer Bowler war Bert Vogler mit 7 Wickets für 128 Runs. Am zweiten Spieltag verlor Südafrika früh drei Wickets, bevor Dave Nourse und Aubrey Faulkner eine Partnerschaft formten. Faulkner erreichte 44 Runs, bevor Nourse nach einem Fifty über 62 Runs sein Wicket verlor. Da sich kein weiterer Batter etablieren konnte endete das Innings mit einem Rückstand von 288 Runs für Südafrika und England erzwang das Follow-on. Bester englischer Bowler war Ted Arnold mit 5 Wickets für 37 Runs. In ihrem zweiten Innings formte für Südafrika Eröffnungs-Batter Percy Sherwell mit dem dritten Batter Maitland Hathorn eine Partnerschaft. Hathorn scheid nach 30 Runs aus und wurde gefolgt durch Dave Nourse. Sherwell erreichte ein Century über 115 Runs, bevor Nourse (11* Runs) zusammen mit Aubrey Faulkner (12* Runs) den Tag beim Stand von 185/3 beendeten. Am dritten Tag setzen Regenfälle ein, die das Spiel unmöglich machten und so endete das Spiel in einem Remis. Bester englischer Bowler war Colin Blythe mit 2 Wickets für 56 Runs.

### Zweiter Test in Leeds
| 29. – 31. Juli Scorecard | Leeds | England 76 (36.3) & 162 (49.4) | – | Südafrika 110 (31.5) & 75 (44.4) |
|                          |       | England gewinnt mit 53 Runs    |   |                                  |

England gewann den Münzwurf und entschied sich als Schlagmannschaft zu beginnen. Für sie bildete Eröffnungs-Batter Tom Hayward mit dem dritten Batter Johnny Tyldesley eine Partnerschaft. Tyldesley erreichte 12 Runs und nachdem George Hirst ins Spiel kam, verlor Hayward sein Wicket nach 24 Runs. Hirst gelangen 17 Runs und da sich kein weiterer Batter etablieren konnte fiel das letzte Wicket nach 76 Runs. Beste südafrikanische Bowler waren Aubrey Faulkner mit 6 Wickets für 17 Runs und Jimmy Sinclair mit 3 Wickets für 23 Runs. Für Südafrika formte Eröffnungs-Batter Percy Sherwell mit dem vierten Schlagmann Dave Nourse eine Partnerschaft. Nourse erreichte 18 Runs und Sherwell 26 Runs. Daraufhin bildeten Tip Snooke und William Shalders eine Partnerschaft und nachdem snooke 13 Runs erreicht hatte kam Bert Vogler ins Spiel und erzielte 11 Runs. Shalders verlor das letzte wicket nach 21 Runs und erhöhte so den Vorsprung für Südafrika auf 34 Runs. Bester englischer Bowler war Colin Blythe mit 8 Wickets für 59 Runs. In ihrem zweiten Innings bildeten die Eröffnungs-Batter Tom Hayward und C. B. Fry eine Partnerschaft und beendeten den tag beim Stand von 25/0. Am zweiten Spieltag verlor Hayward sein Wicket nach 15 Runs, woraufhin Johnny Tyldesley ins Spiel kam. Fry schied nach einem Fifty über 54 Runs aus und wurde durch Tip Foster ersetzt. Tyldesley verlor sein Wicket nach 30 Runs und der Tag endete beim Stand von 110/4. Am dritten Spieltag erreichte an der Seite von Foster Gilbert Jessop 10 und Ted Arnold 12 Runs. Foster verlor sein Wicket nach 22 Runs und das Innings endete mit einer Vorgabe von 129 Runs für Südafrika. Beste südafrikanische Bowler war Gordon White mit 4 Wickets für 47 Runs und Aubrey Faulkner mit 3 Wickets für 58 Runs. Südafrika verlor früh fünf Wickets, bevor Aubrey Faulkner und Jimmy Sinclair eine Partnerschaft formten. Sinclair schied nach 11 Runs aus und wurde gefolgt durch Tip Snooke. Sinclair erreichte 15 Runs und nachdem Snooke mit 14 Runs das letzte wicket des Spiels verlor stand die Niederlage Südafrikas fest. Bester englischer Bowler war Colin Blythe mit 7 Wickets für 40 Runs.

### Dritter Test in London
| 19. – 21. August Scorecard | London (Oval) | England 295 (112) & 138 (54.3) | – | Südafrika 178 (63.3) & 159-5 (40.3) |
|                            |               | Remis                          |   |                                     |

England gewann den Münzwurf und entschied sich als Schlagmannschaft zu beginnen. Für sie bildete Eröffnungs-Batter C. B. Fry eine Partnerschaft zusammen mit dem vierten Schlagmann Tip Foster. Foster gelang ein Fifty über 51 Runs und der hineinkommenden Len Braun erreichte 18 Runs. Nachdem Dick Lilley ins Spiel kam endete der mit Regenpausen unterbrochene Tag beim Stand von 226/7. Am zweiten Spieltag verlor Fry nach einem Century über 129 Runs sein Wicket und wurde durch Colin Blythe ersetzt. Lilley erzielte daraufhin 42 Runs und Blythe verlor das letzte Wicket des Innings nach 10 Runs. Bester südafrikanischer Bowler war Reggie Schwarz mit 3 Wickets für 45 Runs. Südafrika verlor früh seine Eröffnungs-Batter, bevor Tip Snooke und Dave Nourse eine Partnerschaft formten. Nourse erreichte 34 Runs und der hineinkommende Jimmy Sinclair erreichte 22 Runs. Nachdem William Shalders aufs Feld kam verlor Snooke sein Wicket nach einem Fifty über 62 Runs. Daraufhin endete der Tag, der abermals durch viel Regen beeinflusst war, beim Stand von 149/5. Am dritten Spieltag schied Shalders nach 31 Runs aus und das Innings endete mit einem Rückstand von 117 Runs. Beste englische Bowler waren Colin Blythe mit 5 Wickets für 61 Runs und George Hirst mit 3 Wickets für 39 Runs. Für England formten Johnny Tyldesley und Tip Foster eine Partnerschaft. Tyldesley erreichte 11 Runs und wurde durch Len Braund ersetzt. Foster schied nach 35 Runs aus und dem hineinkommenden Gilbert Jessop gelangen 11 Runs. Er wurde gefolgt durch George Hirst und nachdem Braund 34 Runs erzielte verlor Hirst nach 16 Runs sein Wicket. Das Innings endete mit einer Vorgabe von 256 Runs für Südafrika. Beste südafrikanische Bowler waren Bert Vogler mit 4 Wickets für 49 Runs und Reggie Schwarz mit 3 Wickets für 21 Runs. Für Südafrika bildeten die Eröffnungs-Batter Jimmy Sinclair und Aubrey Faulkner eine Partnerschaft. Sinclair erreichte 28 Runs und nachdem Tip Snooke ins Spiel kam, schied Faulkner nach 42 Runs aus. Dem hineinkommenden Bert Vogler gelangen 19 Runs, woraufhin William Shalders aufs Feld kam. Nachdem Snooke nach 36 Runs sein Wicket verlor endete der Tag und das Spiel in einem Remis. Shalders hatte bis dahin 24* Runs erzielt. Bester englischer Bowler war George Hirst mit 3 Wickets für 42 Runs.

## Statistiken
Die folgenden Cricketstatistiken wurden bei dieser Tour erzielt.
| Tests           | Tests      | Tests   | Tests   | Tests   | Tests   | Tests   | Tests   | Tests   |
| Batting         | Batting    | Batting | Batting | Batting | Batting | Batting | Batting | Batting |
| Spieler         | Mannschaft | Spiele  | Innings | Runs    | Average | HS      | 100s    | 50s     |
| --------------- | ---------- | ------- | ------- | ------- | ------- | ------- | ------- | ------- |
| C. B. Fry       | England    | 3       | 5       | 221     | 44,20   | 129     | 1       | 1       |
| Len Braund      | England    | 3       | 5       | 157     | 31,40   | 104     | 1       | 0       |
| Percy Sherwell  | Südafrika  | 3       | 5       | 154     | 30,80   | 115     | 1       | 0       |
| Tip Snooke      | Südafrika  | 3       | 5       | 131     | 26,20   | 63      | 0       | 1       |
| Dave Nourse     | Südafrika  | 3       | 6       | 127     | 31,75   | 64      | 0       | 1       |
| Bowling         |            |         |         |         |         |         |         |         |
| Spieler         | Mannschaft | Spiele  | Overs   | Wickets | Average | BBI     | 5W      | 10W     |
| Colin Blythe    | England    | 3       | 100.3   | 26      | 10,38   | 8/59    | 3       | 1       |
| Bert Vorgler    | Südafrika  | 3       | 104.5   | 24      | 19,66   | 7/128   | 1       | 0       |
| Aubrey Faulkner | Südafrika  | 3       | 73.0    | 21      | 18,16   | 6/17    | 1       | 0       |
| George Hirst    | England    | 3       | 87.0    | 21      | 18,50   | 3/39    | 0       | 0       |
| Reggie Schwarz  | Südafrika  | 3       | 87.4    | 18      | 21,33   | 3/21    | 0       | 0       |